# Coenagriocnemis ramburi
Coenagriocnemis ramburi är en trollsländeart som beskrevs av Fraser 1950. Coenagriocnemis ramburi ingår i släktet Coenagriocnemis och familjen dammflicksländor. Inga underarter finns listade i Catalogue of Life.